# Eriococcus mackenziei
Eriococcus mackenziei är en insektsart som först beskrevs av Miller 1992.  Eriococcus mackenziei ingår i släktet Eriococcus och familjen filtsköldlöss. Inga underarter finns listade i Catalogue of Life.